# Senador José Bento
Senador José Bento é um município brasileiro do estado de Minas Gerais. Sua população recenseada em 2022 era de 2 068 habitantes.

## História
A origem do município remonta ao ano de 1922, quando foi fundada a Colônia Agrícola Padre José Bento. Em 27 de dezembro de 1948 é criado o distrito de Senador José Bento, subordinado ao município de Pouso Alegre e cinco anos depois torna-se um dos distritos do recém criado município de Congonhal. Em dezembro de 1962 é elevado a município por meio da lei estadual 2764.

## Geografia
Localizado na mesorregião do Sul e Sudoeste de Minas e na microrregião de Pouso Alegre, o município tem uma área de 94,02 km2. Sua altitude varia de 887 metros, na nascente do córrego São Tomé, até 1558 metros no Alto da Boa Vista. Seus habitantes são chamados senabentenses.

### Hidrografia
É banhado pelo Rio Cervo.

### Rodovias
As principais rodovias de acesso são a BR-459 e a AMG-1550.

## Toponímia
O nome do município é uma homenagem ao padre José Bento Leite Ferreira de Melo, que foi o primeiro vigário de Pouso Alegre e senador do Império.